# Helmut Oehring
Helmut Oehring (* 16. Juli 1961 in Berlin) ist ein deutscher Komponist, Gitarrist, Autor, Choreograf und Regisseur.

## Leben
Helmut Oehring wurde 1961 in Ost-Berlin als CODA / Kind gehörloser Eltern geboren. Er ist Sohn des gehörlosen Torwarts Gottfried Weber. Helmut Oehrings Muttersprache ist die deutsche Gebärdensprache, deren Syntax und Grammatik auch wesentlichen Einfluss auf die audiovisuelle Kompositionssprache seiner Partituren, audiovisuellen Kompositionen und Bühnenwerke hat. Erst mit viereinhalb lernte Helmut Oehring in einer Pflegefamilie die deutsche Lautsprache. In der DDR wegen mehrmaliger Verweigerung des Wehrdienstes vom Studium ausgeschlossen und als Gitarrist und Komponist Autodidakt, war er zwischen 1990 und 1992 – nach Konsultationen bei Andre Asriel, Helmut Zapf und Friedrich Goldmann – Meisterschüler von Georg Katzer an der Berliner Akademie der Künste, zu deren Mitglied er 2005 gewählt wurde, und komponierte erste Theatermusiken u. a. zu Ruth Berghaus’ Inszenierungen von Werken Bertolt Brechts am Thalia Theater. 1990 Stipendiat der Akademie Schloss Solitude und 1994/1995 Stipendiat an der Villa Massimo in Rom, erhielt er seitdem zahlreiche nationale und internationale Auszeichnungen wie den Orpheus Kammeroper Preis Italien (1995), den Hindemith-Preis (1997) und den Arnold-Schönberg-Preis (2008) für sein Gesamtschaffen, das heute über 500 Werke nahezu aller Genres umfasst. Oehrings Kompositionen und Produktionen werden in Konzertsälen und auf Bühnen in ganz Europa, Asien, Süd- und Nordamerika aufgeführt. Im September 2011 veröffentlichte btb/Random House seine Autobiografie Mit anderen Augen. Vom Kind gehörloser Eltern zum Komponisten, die 2015 in seiner Regie als Hörstück vom SWR produziert wurde.
Helmut Oehring war von 2007 bis 2019 Jury-Mitglied des Karl-Sczuka-Preises für internationale Hörspielkunst des SWR und ist seit 2005 Mitglied der Akademie der Künste (Berlin), der Sächsischen Akademie der Künste sowie der Akademie Deutscher Musikautoren.
Zwischen 1997 und 2001 verband Helmut Oehring eine enge Zusammenarbeit mit der Komponistin Iris ter Schiphorst – die gemeinsam in Co-Komposition und Textbüchern verantworteten Werke stellten bis heute in der sogenannten E-Musik, der komponierten zeitgenössisch-klassischen Musik, ein außergewöhnliches und einzigartiges Teamwork dar. Eine weitere enge Zusammenarbeit verbindet Helmut Oehring bis heute mit dem Klangregisseur und Sounddesigner Torsten Ottersberg, mit dem er 1992 das Elektronische Studio GOGH surround music production (das Studio als Instrument) in Berlin gründete, das bis heute seine Werke mit vorproduzierter und Live-Elektronik realisiert, sowie mit der Dramaturgin, Librettistin, Regisseurin und Produzentin Stefanie Wördemann, mit der er seit 2003 mit den beiden gemeinsamen Kindern in der Märkischen Schweiz in Brandenburg lebt und arbeitet.
Seit Anfang der 2000er Jahre liegt der Schwerpunkt von Helmut Oehrings Schaffen in der Komposition und musikalisch-szenischen Realisation von audiovisuellen Werken im Bereich Oper, Musiktheater und szenisch-filmisches Konzert, Konzert-Installation und Hörstückkunst, in denen er ein vokalinstrumentales multimediales Musikdrama entwickelt, das innerhalb der Neukomposition Einflüsse alter und älterer Musik, von Literatur, bildender Kunst und Philosophie aufgreift. Unter Einbeziehung sowohl von Elektronischen Medien sowie grenzüberschreitender Künste wie Gebärdensprache, Tanz, Schauspiel, konzipierte/improvisierte Musik, Hörspielkunst, Film und Bildende Kunst, in enger Zusammenarbeit mit Instrumental- und Vokal-Solisten kreiert er ein vielschichtiges und in ständiger Weiterentwicklung befindliches audiovisuelles Œuvre, das abstrakt-poetische Inhalte und Formen mit dokumentarischen, an der aktuellen Realität orientierten verbindet. Zudem schreibt Helmut Oehring literarische Texte, die integraler Bestandteil seines audiovisuellen Musiktschaffens sind.
Ein weiterer Schwerpunkt in der Arbeit Helmut Oehrings und seines künstlerischen Teams liegt in der Einbindung seiner Kompositionen und Produktionen in den Education-Bereich, der vermittelnd-praktischen Arbeit nationaler und internationaler Kulturinstitutionen und Bildungseinrichtungen mit Kindern, Jugendlichen und Studenten, Gehörlosen, Geflüchteten, Häftlingen u. a.

## Auszeichnungen
- Hanns-Eisler-Preis des Deutschlandsenders Kultur (1990)
- Europa-Reise-Stipendium der Akademie Schloss Solitude (1990/91)
- Preis beim Forum Junger Komponisten des WDR in Köln (1992)
- Arbeitsstipendien des Landes Niedersachsen (Künstlerhof Schreyahn) (1993/94)
- Kompositions-Stipendium der Cité des Arts in Paris (1994)
- Stipendiat der Deutschen Akademie Villa Massimo in Rom (1994/95)
- Orpheus-Preis in Italien (1996)
- Hindemith-Preis (1997)
- Schneider-Schott-Musikpreis Mainz (1998)
- Arnold-Schönberg-Preis (2008)
- Composer in Residence beim Brandenburgischen Staatsorchester Frankfurt (Oder) (2009/10)
- Artist in Residence des Kurt-Weill-Festes (2010)
- Deutscher Hörbuchpreis (2012)
- Deutscher Musikautorenpreis in der Kategorie Komposition Musiktheater (2015)
- Brandenburgischer Kunstförderpreis in der Kategorie „Komposition/Musik“ (2016)
- Excellence Fellow der Villa Aurora / Thomas Mann Haus Los Angeles (2020)

## Werke (Auswahl)

### Bücher
- Sieben (aus: Der Spalt). Gedichte von Helmut Oehring und Zeichnungen von Hagen Klennert. Mariannenpresse, Berlin 1998.
- Mit anderen Augen. Vom Kind gehörloser Eltern zum Komponisten. Autobiografie, btb Verlag, München 2011, ISBN 978-3-442-75296-6.

### Musiktheater / Oper / Tanztheater
- 1993 Dokumentation I
- 1994 Dokumentaroper, UA: Wittener Tage für neue Kammermusik, Kammerensemble Neue Musik Berlin, Witten 1995.
- 1996 Das d’Amato System
- 1998 8cht (aus: Der Riss)
- 1998 7ieben (aus: Der Spalt)
- 1999 Bernarda Albas Haus
- 2000 6echs (aus: Cruiser/Das Opfer)
- 2000 Als ob Suite
- 2000 Etttus (Gemeinschaftsarbeit mit Iris ter Schiphorst)
- 2000 Effi Briest (Gemeinschaftsarbeit mit Iris ter Schiphorst), UA: musikFabrik, Oper Bonn, Bonn 2001.
- 2001 BlauWaldDorf – weit-aus-ein-ander liegende Tage
- 2002 Wo-Wwer-Eit – die Katze, das Tier (aus: möchte ich nicht geschenkt kriegen)
- 2003 Wozzeck kehrt zurück (UA Juni 2004 Theater Aachen,)
- 2004 Im Dickicht der Zeichen (Die Poetik und der Eigensinn des Raumes)
- 2004 Kommander Kobayashi eine Opernsaga
- 2005 Uunsichtbarland (oder: Der Sturm) (UA Mai 2006 Theater Basel, Regie: Claus Guth, Ausstattung: Christian Schmidt)
- 2007/08 Quixote oder Die Porzellanlanze (UA November 2008 Festspielhaus Hellerau/Dresden mit Matthias Bauer, Maria Lucchese, Jörg Wilkendorf, Daniel Göritz; Regie: Helmut Oehring/Stefanie Wördemann, Film/Grafik: Hagen Klennert, Bühne/Sound: Torsten Ottersberg)
- 2008 „Gunten“. Eine TagebuchMusik auf Robert Walsers Roman „Jakob von Gunten“ für Oktett, Audiozuspiel und 3 Schauspieler, Libretto von Stefanie Wördemann (UA 16. August 2008 Gare du Nord Basel mit dem Ensemble Phoenix, musikal. Ltg.: Jürg Henneberger, Regie: Marcus Bothe, Sound: Torsten Ottersberg)
- 2009 Die Wunde Heine, Songspiel; Libretto: Stefanie Wördemann auf Texte Heinrich Heines (UA März 2010 Kurt-Weill-Festspiele Dessau mit Ensemble Modern, Salome Kammer u. a., musikal. Ltg. Franck Ollu, Regie/Ausstattung: Stefanie Wördemann/Helmut Oehring, Film/Grafik: Hagen Klennert)
- 2012 Kalkwerk, instrumentales Theater auf Thomas Bernhards Roman „Das Kalkwerk“, Libretto: Albrecht Lang/Irene Rudolf (UA Februar 2013 Radialsystem Berlin mit dem ensemble mosaik u. a., Regie/Ausstattung: Albert Lang)
- 2012 SehnSuchtMEER oder Vom Fliegenden Holländer, Oper unter Verwendung von Musiken Richard Wagners, Libretto: Stefanie Wördemann mit Texten von Heinrich Heine, Richard Wagner, Mathilde Wesendonck, Hans Christian Andersen und Helmut Oehring (UA März 2013 Deutsche Oper am Rhein Düsseldorf, musikal. Ltg.: Axel Kober, Regie: Claus Guth, Ausstattung: Christian Schmidt)
- 2012/13 Aschemond oder The Fairy Queen, Oper unter Verwendung von Musiken Henry Purcells, Libretto: Stefanie Wördemann mit Texten von William Shakespeare, Heinrich Heine, Adalbert Stifter und Helmut Oehring (UA Juni 2013 Staatsoper im Schillertheater Berlin, musikal. Ltg.: Michael Boder, Regie: Claus Guth, Ausstattung: Christian Schmidt)
- 2013/14 Orfeo14. (vol. 1), szenisches Konzert auf Claudio Monteverdis L’Orfeo und Joseph Conrads Heart of Darkness, Uraufführung im Juni 2014 Opéra de Lille mit: Matthias Bauer, Christina Schönfeld, Johna-Mark Ainsley, Roberto Ferreira, Laura Claycomb, Ictus Ensemble, Concert d’Astrée, musikal. Leitung Emmanuelle Haïm
- 2014/15 Jona, Jonas und der Wal, ein szenisches KonzertAbenteuer für Hörende und NichtHörende, Kinder, Jugendliche und Erwachsene mit Live-Elektronik und -Geräuscherzeugung, Gebärdenpoesie, Gesang, Schauspiel, Tanz und Instrumentalensemble, Libretto: Stefanie Wördemann Wördemann frei nach dem Buch Jona und Hans-Christian Andersens Märchen „Die kleine Meerjungfrau“, Audio- und Zuspielkonzeption und – produktion: Torsten Ottersberg (UA Dezember 2014 Volkstheater Rostock, musikal. Ltg.: Manfred Hermann Lehner, Regie/Ausstattung: Stefanie Wördemann und Helmut Oehring, Klangregie: Torsten Ottersberg)
- 2014/15 Angelus Novus II. Collage vocal-instrumental mis-en-scène auf Texte Walter Benjamins und Zeichnungen Paul Klees für Vokal- und Instrumentalsolisten, Jazz-Trio, Ensemble, Live-Elektronik und Live-Video, Auftragswerk der Hochschule der Künste Bern HKB (UA Januar 2015, Dampfzentrale Bern, musikal. Ltg.: Lennart Dohms, künstlerische Gesamtleitung: Helmut Oehring, mit David Moss, Kai Wessel, Christian Hiltz, Matthias Bauer u. a.)
- 2015 Die Brüder Löwenherz, Musiktheater für Kinder, Jugendliche und Erwachsene, Libretto: Stefanie Wördemann auf den gleichnamigen Roman Astrid Lindgrens, Audio- und Zuspielkonzeption und – produktion: Torsten Ottersberg (UA März 2015 Semper 2 Dresden, Lucerne Festival, musikal. Ltg.: Erik Ona, Klangregie: Torsten Ottersberg, Regie: Walter Suttcliffe, Ausstattung: Timo Dentler/Okarina Peter)
- 2015 Agota? Die Analphabetin (Gestern/Irgendwo), vokalinstrumentales Melodram für eine Sängerin/Sprecherin/Schauspielerin, Instrumentalvokal-Trio, Instrumentalensemble (auch vokal/chorisch), vorproduzierte Zuspiele und Live-Elektronik, Libretto: Stefanie Wördemann auf Texte von Ágota Kristóf, Audio- und Bühnenkonzeption und -produktion: Torsten Ottersberg, GOGH s.m.p. (UA Mai 2016, Staatstheater Wiesbaden, musikal. Ltg.: Peter Rundel, Regie: Ingo Kerkhof, mit Dagmar Manzel, Marena Whitcher, Lukas Rutzen, Nico van Wersch und dem Ensemble Modern)
- 2017 FinsterHERZ oder Orfeo17, Musiktheater auf Claudio Monteverdis Oper L’Orfeo und die Erzählung Heart of Darkness von Joseph Conrad für Solisten und Orchester, vorproduzierte Zuspiele und Live-Elektronik als künstlerische Begegnung von Brandenburger Orchestermusikern, Solisten mit Flucht/Exil/Asyl-Hintergrund, gehörlosen Geflüchteten und geflüchteten Musikern, Libretto: Stefanie Wördemann mit Texten von Alessandro Striggio und Joseph Conrad (deutsche Nachdichtungen der Conrad-Texte durch die Librettistin), Audiokonzeption und -produktion: Torsten Ottersberg / GOGH s.m.p. (UA September 2017, ARENA Potsdam, musikal. Ltg.: Antonello Manacorda, Regie und Ausstattung: Stefanie Wördemann und Helmut Oehring, Klangregie: Torsten Ottersberg, u. a. mit David Moss, Marena Whitcher, Aleksandr Gabrys, Christina Schönfeld, Mia Oehring, Kammerakademie Potsdam u. a.)
- 2017 Kunst muss (zu weit gehen) oder DER ENGEL SCHWIEG,  Dokupoetisches Instrumentaltheater für 16 Instrumentalvokalsolisten, drei Sängerinnen, Kindersolisten, vorproduzierte Zuspiele und Live-Elektronik auf die Wuppertaler Rede Die Freiheit der Kunst und andere Texte Heinrich Bölls, Libretto: Stefanie Wördemann, Audiokonzeption und -produktion: Torsten Ottersberg / GOGH s.m.p.  (UA Dezember 2017, Oper Köln, musikal. Ltg.: Bas Wiegers, Regie und Ausstattung: Stefanie Wördemann und Helmut Oehring, Klangregie: Torsten Ottersberg, mit Ensemble Musikfabrik Köln, René Böll, Emily Hindrichs, Adriana Bastidas-Gamboa, Dalia Schaechter, Mia Oehring u. a.)
- 2019 Eurydike? vol.1, AudioVideoInstallation mit Performance/Tanz, Komposition/Regie/Choreografie/Kamera: Helmut Oehring, Fotografie/Coregie: Stefanie Wördemann, Audio+Videokonzeption und -produktion: Torsten Ottersberg / GOGH s.m.p. (UA März 2019, Europäisches Zentrum der Künste HELLERAU / SPOR Festival + Kunsthalle Århus, mit Kassandra Wedel, Emily Yabe, Mia Oehring u. a.)
- 2020 χώρος (Chorós) für 24 Stimmen + eine Tänzerin; Text/Gebärdenchoreografie/Komposition: Helmut Oehring, Choreografie/Tanz: Katja Erfurth (UA 2020 Societaetstheater Dresden)
- 2020 Ein Portrait für Violine und Tänzerin (UA September 2020, Villa Wigman Dresden, Choreographie: Katja Erfurth, mit Florian Mayer und Katja Erfurth)
- 2020 Beethoven? Der erlösende Fehler (...wo bin ich nicht verwundet, zerschnitten?!) TanzMusikFilmDrama für eine gehörlose Tänzerin/Vokalistin, Ensemble, 2Kanal-Video, 8Kanal-Audio und Live-Elektronik; Komposition/Regie/Choreografie/Kamera: Helmut Oehring, Textbuch/Dramaturgie/Fotografie/Coregie: Stefanie Wördemann, Audio+Videokonzeption und -produktion: Torsten Ottersberg / GOGH s.m.p. (Auftragswerk von BTHVN 2020, für Kassandra Wedel und Ensemble Musikfabrik)
- 2020 χώρος (CHORÓS) für 24 Stimmen und eine Tänzerin: Text/SignMimoChoreografie (Komposition: Helmut Oehring (UA September 2020 HELLERAU – Europäisches Zentrum der Künste, Dresden; Choreografie/Tanz: Katja Erfurth))
- 2021 Κασσάνδρα / KASSANDRA (Zunge – reißen) für Tanztheater für eine Tänzerin, sieben Vokalistinnen, SignMimoChoreografie und 8.1Kanal-Audio; Komposition/SignMimoChoreografie: Helmut Oehring, Zuspielproduktion: Torsten Ottersberg / GOGH s.m.p. (UA Juli 2021 Villa Wigman Dresden mit Katja Erfurth und AuditivVokal Dresden; Choreografie/Tanz: Katja Erfurth, musikalische Leitung: Olaf Katzer)
- 2021 κάθαρσις / KATHARSIS I – III für Violine, SignMimochroeografie und Mehrkanal-Zuspiel; Komposition/SignMimoChoreografie: Helmut Oehring, Zuspielproduktion: Torsten Ottersberg / GOGH s.m.p. (UA November 2021 Societaetstheater Dresden mit Florian Mayer und Katja Erfurth)
- 2022 Brücke (aus: Stille / Tage) für eine Tänzerin, eine Vokalistin und Violine;Komposition: Helmut Oehring, Choreografie: Katja Erfurth (UA April 2022 Societaetstheater Dresden mit Katja Erfurth, Julia Böhme und Florian Mayer)
- 2023 Ver_Wand_Lung für Tänzerin und Trompete / Zuspiel; Komposition: Helmut Oehring, Choreografie: Katja Erfurth (UA Oktober 2023 Villa Wigman Dresden)
- 2023 Wandeln für Tänzerin + Violine; Komposition: Helmut Oehring, Choreografie: Katja Erfurth in Kooperation mit der Dresden-Frankfurt-Dance-Company (UA Dezember 2023 HELLERAU Dresden / Bockenheimer Depot Frankfurt am Main mit Katja Erfurth und Florian Mayer)
- Fluch T raum für Tänzerin und vorproduzierte Zuspiele; Komposition/SignMimoChroeografie: Helmut Oehring, Choreografie/Tanz: Katja Erfurth (UAApril 2023 Villa Wigman Dresden)
- 2024 Αντιγόνη / ANTIGONE für Tänzerin, Vokalistin, SignMimoChoreografie und Audiozuspiel; Komposition/SignMimoChoreografie: Helmut Oehring, Choreografie: Katja Erfurth (UA März 2024 Festival frau.macht.theater Societaetstheater Dresden mit Katja Erfurth und Julia Böhme)
- 2024 Κασσάνδρα / KASSANDRA (Zunge – reißen), Version für eine Tänzerin, eine Vokalistin, SignMimoChoreografie  und 8.1Kanal-Audio (UA März 2024 Societaetstheater Dresden mit Katja Erfurth und Julia Böhme)
- 2024 ex für Tänzerin, Violine und SignMimoChoreografie; Komposition/SignMimoChoreografie: Helmut Oehring, Choreografie: Katja Erfurth (UA April 2024 Villa Vigman Dresden mit Katja Erfurth und Florian Mayer)
- 2024 Sumpfwald I + II für SignMimoChoreografie, Altstimme und Violine; Komposition/SignMimoChoreografie: Helmut Oehring, Choreografie: Katja Erfurth (UA September 2024 Dresden) ... da / sein ... STADT . GESCHICHTE . TANZ Episode II mit Katja Erfurth, Julia Böhme und Florian Mayer

### Hörstück
- 2013 E. M. Cioran: Vom Nachteil, geboren zu sein – Regie: Kai Grehn, Komposition: Helmut Oehring (Hörspiel – SWR)
- 2015 Mit anderen Augen – Komposition und Regie: Helmut Oehring, Textfassung und Dramaturgie: Stefanie Wördemann, Soundrealisation und Klangregie: Torsten Ottersberg/GOGH s.m.p. (Hörspiel – SWR)
- 2018 Mit diesen Händen. Ein Stück voller Poesie und Schmutz auf die Wuppertaler Rede und andere Texte Heinrich Bölls – Komposition und Regie: Helmut Oehring, Textfassung und Dramaturgie: Stefanie Wördemann, Soundrealisation und Klangregie: Torsten Ottersberg/GOGH s.m.p. (Hörspiel – SWR)
- 2018 Stocktaub oder Eurydike und die unkontrollierbare Sehnsucht, den Himmel zu berühren – Komposition und Regie: Helmut Oehring, Textfassung und Dramaturgie: Stefanie Wördemann, Soundrealisation und Klangregie: Torsten Ottersberg/GOGH s.m.p. (Hörspiel – Deutschlandradio)
- 2019/20 welcher Gott! (Hundesohn) auf das „Heiligenstädter Testament“ und andere Briefe Ludwig van Beethovens – Komposition und Regie: Helmut Oehring, Textfassung und Dramaturgie: Stefanie Wördemann, Soundrealisation und Klangregie: Torsten Ottersberg/GOGH s.m.p. (Hörspiel – SWR)

### Filmmusik / MusikFilmInstallation
- 1990 Video (aus: Koma)
- 2001 Berlin: Sinfonie einer Großstadt Orchestermusik zu dem gleichnamigen Film von Thomas Schadt (Gemeinschaftsarbeit mit Iris ter Schiphorst)
- 2013 Seven Songs for Sunrise Live-Filmmusik für einen Vokalisten und Kammerensemble zu F. W. Murnaus Stummfilm Sunrise. Songs of Two Humans, Uraufführung im Oktober 2013 Le Capitole Lausanne mit David Moss und Quatuor Sine Nomine
- 2021 Beethoven? Der erlösende Fehler (...wo bin ich nicht verwundet, zerschnitten?!), TanzMusikFilmDrama für eine gehörlose Tänzerin/Vokalisti und Ensemble; Komposition/Regie/Choreografie/Kamera: Helmut Oehring, Textbuch/Dramaturgie/Fotografie/Coregie/Redaktion: Stefanie Wördemann, Audio+Videokonzeption und -produktion: Torsten Ottersberg / GOGH s.m.p. (Auftragswerk für BTHVN 2020, Film Release Herbst 2021, mit Kassandra Wedel und Ensemble Musikfabrik)
- 2022 zwischenORT AudioVideoInstallation für Violine und Tanzchoreografie Über das nicht mehr existente Albert-Theater; Komposition/Kamera/Regie: Helmut Oehring, Audio-/Videoproduktion: Torsten Ottersberg / GOGH s.m.p., künstlerische Gesamtleitung / Choreografie / Tanz: Katja Erfurth, Violine: Florian Mayer (UA März 2022 Societaetstheater Dresden)
- 2023 EURYDIKE? vol. 2 TanzMusikVideoInstallation für drei Tänzerinnen/Vokalistinnen, einen Violinsolisten, drei Akkordeon-Solist*innen, 2KanalVideo und 10.2KanalAudio unter Mitwirkung von männlichen Strafgefangenen der Justizvollzugsanstalten Dresden und Bautzen sowie des Chores der Justizvollzugsanstalt Dresden; Idee/Komposition/SignMimoChoreografie/Regie/Kamera: Helmut Oehring, Audio-/Videoproduktion/Klangregie/Filmschnitt: Torsten Ottersberg / GOGH s.m.p., Textbuch/Dramaturgie/Fotografie: Stefanie Wördemann, Tänzerinnen/Vokalistinnen: Katja Erfurth, Mia Carla Oehring und Kassandra Wedel, Violinsolist/Vokalist: Florian Mayer, Akkordeon-SolistInnen/VokalistInnen: Felix Kroll, Silke Lange und Susanne Stock, Performer/Vokalist: Joscha Oehring, Sänger/Chor: männliche Strafgefangene/Chor der JVA Dresden, Kompositionsauftrag des Europäischen Zentrums der Künste HELLERAU, finanziert durch die Ernst von Siemens Musikstiftung, gefördert durch Mittel der Kulturstiftung des Bundes (UA 2023 Europäisches Zentrum der Künste HELLERAU Dresden)

### Orchester mit Solist(en) und/oder Chor
- 1999 CRUISEN – Study of portrait I für Orchester und Live-Elektronik
- 2000 VERLORENWASSER (aus: Der Ort/Musikalisches Opfer) für Stimme, E-Gitarre, Kontrabass, neun Gebärdensolisten und großes Orchester auf Texte Helmut Oehrings
- 2003 Das BLAUMEER' (aus: Einkehrtag) für einen männlichen Sopran, Solo-E-Gitarre, Solo-Trompete, großes Orchester und Live-Elektronik auf Franz Schuberts "Der Wanderer', UA: Symphonieorchester des Bayerischen Rundfunks, Münchner Residenz, München 2003.
- 2007 Goya II. Yo lo vi, Memoratorium für Sprecher/Solo Kontrabass, Solo E-Gitarre, Spanische Gitarre, Kinderstimme, männlichen Gebärdensolisten, Chor, Orchester und Live Elektronik auf Zeichnungen Francisco Goyas und Texte von Hermann Kesten und Fédérico Garcia Lorca unter Verwendung von Musiken Manuel de Fallas, Hans Werner Henzes u. a.  (UA 11. Oktober 2008 Philharmonie Berlin, DSO / Rundfunkchor Berlin, musikal. Ltg. Ingo Metzmacher)
- 2009 Liebe.Heimat.Tod. Kantate für Knabensopran, Solo-Konzertgitarre, gemischten Chor, Kinderchor, großes Orchester, Live-Elektronik und Projektionen (UA Juni 2009 Frankfurt/Oder, Brandenburgisches Staatsorchester u. a., Dir.: Howard Griffith)
- 2010 POEndulum, Psychodram auf Edgar Allan Poe’s Shortstory Pit and Pendulum für Sprecher und Orchester
UA 7. Mai 2011 Glasgow, David Moss, BBC Scottish Symphony Orchestra, Dir. Ilan Volkov
- 2010 MEERE Konzert für Bassklarinette solo (alternativ Violoncello solo) und Orchester auf Johannes Brahms’ Lied „Die Meere“ (UA 10. September 2010 Ultima Festival/Oper Oslo, Norwegisches Rundfunkorchester)
- 2010/11 Die vier Jahreszeiten (frei nach Antonio Vivaldi) für Solo Violine und Streichorchester (UA 20. November 2011 Patricia Kopatchinskaja, Stuttgarter Kammerorchester, Dir. Konstantin Lifschiz)
- 2011 nicht DU?. Rhapsodie für Solostimme, Schülergruppen, Jugendchor und Orchester (UA März 2012 Konzerthaus Berlin, mit David Moss u. a., Konzerthausorchester Berlin, Dir. Titus Engel)
- 2012 schienen wie Wellen die in lange Auge (Saf Haki / Wörter in die Luft) für Solisten, Chor und Orchester (UA Oktober 2012 Donaueschinger Musiktage mit David Moss, Christina Schönfeld, Daniel Göritz u. a. und dem SWR Sinfonieorchester und SWR Vokalensemble Stuttgart, Dir. Rupert Huber)
- 2015 Massaker. Hört ihr, MASSAKER! (an Racep Tayyip Erdogan) Melodram für Solo-Gitarre/Stimme, 12-stimmigen Frauenchor und Streichorchester auf ein Gedicht des armenischen Dichters Rupen Sevag, Verse der Ya-Sin-Sure und ein Poem Helmut Oehrings zum 100. Jahrestag des Genozids an den Armeniern AGHET (UA November 2015 Radialsystem Berlin mit Marc Sinan und den Dresdner Sinfonikern, 2016 Gastspiele in Dresden, Istanbul, Yerewan u. a.)
- 2015/16 Vokalise eines untröstlichen Engels für Solo-Sopran, Solo-E-Gitarre und Orchester (UA April 2016 Tonhalle Düsseldorf, musikal. Ltg.: Keri-Lynn Wilson, mit Marisol Montalvo, Daniel Göritz, den Düsseldorfer Symphonikern)
- 2016 Angelus Novus III für Ensemble und Orchester auf Bilder von Paul Klee und Texte Walter Benjamins (UA Juni 2016 mit Ensemble Aventure und Philharmonisches Orchester Freiburg, musikalische Leitung: Daniel Carter)

### Orchesterwerke ohne Solisten
- 1991 Coma I, UA: WDR Sinfonieorchester Köln, Gewandhaus, Leipzig 1992.
- 2006/07 Goya I für Orchester unter Verwendung von Musiken Ludwig van Beethovens (UA 19. Oktober 2007 Eröffnungsstück der Donaueschinger Musiktage, SWR Sinfonieorchester, Dir. Rupert Huber)
- 2009 muCity. Gesichter einer Stadt, Suite für Orchester (UA 2010 KlangZeitMünster, Sinfonieorchester Münster, Dir. Fabrizio Ventura)

### Ensemble mit Stimmen und/oder Gebärdensolist(en)
- 1987 … und alles schöne/Heiratsannoncen für Sopran, Alt, Tenor, Bass und Percussion
- 1988 Vorspiel und Gesang
- 1993 Wrong. SCHAUKELN – ESSEN – SAFT (aus: Irrenoffensive  für eine Lautsprache und Gebärdensolistin, Instrumentalensemble und Live-Elektronik)
- 1994 SELF-LIBERATOR (aus: Irrenoffensive) für zwei Gebärdensolisten (Gebärden+voc), Solo-Trompete, Ensemble und Live-Elektronik
- 1996 POLAROIDS für eine Gebärdensolistin, Countertenor, 12 Instrumente und Live-Elektronik (Gemeinschaftsarbeit mit Iris ter Schiphorst)
- 1997 LIVE (aus: Androgyn) 18 Songs für Stimme solo, Ensemble und Live-Elektronik auf Texte von Anne Sexton (Gemeinschaftsarbeit mit Iris ter Schiphorst)
- 1997 Silence Moves II für Stimme solo, Violine, Violoncello, E-Bass, präp. Keyboard/Sampler und Zuspielband (Gemeinschaftsarbeit mit Iris ter Schiphorst)
- 1998 7IEBEN (aus: Der Spalt) für einen Sprecher, einen männlichen Sopran, drei Gebärdensolistinnen, Posaune, E-Gitarre und Live-Elektronik
- 1998 MISCHWESEN für eine Gebärdensolistin und Ensemble (Gemeinschaftsarbeit mit Iris ter Schiphorst)
- 1998 A.N. (evita-che guevara-madonna) (Gemeinschaftsarbeit mit Iris ter Schiphorst)
- 1998 REQUIEM für drei Countertenöre, 12 Instrumente und Live-Elektronik (Gemeinschaftsarbeit mit Iris ter Schiphorst)
- 2000 Der Ort ist nicht der Ort Musiktheatrale Aktion für drei Solisten, Ensemble und Live-Elektronik (Gemeinschaftsarbeit mit Iris ter Schiphorst)
- 2001 rumgammeln + warten für Stimme, Gebärdensolistin, Ensemble und Live-Elektronik (Gemeinschaftsarbeit mit Iris ter Schiphorst)
- 2002 Furcht und Begierde Drama in Musik für Gebärdensolistin, Sopran (auch Bassflöte), E-Gitarre, Ensemble und Live-Elektronik auf Texte von Ottavio Renuccini
- 2002 ER.eine She (aus: 5ÜNF/Haare-Opfer) halbszenische Musik nach der Zeichnung I’m so glad von Hagen Klennert für drei Gebärdensolisten, Sopran (auch Bassflöte), Violoncello und Live-Elektronik
- 2005 BENN halbszenische Musik nach zwei Gedichten von Gottfried Benn
- 2007 surPOING für Kontrabass, Saxophon, Akkordeon, Szene, Film und Live-Elektronik
- 2007 Puschkins Steinerner Gast für einen Sprecher und 15 Instrumentalisten auf Texte von Alexander Puschkin
- 2008 „How fragile we are“ (UA Ultraschall Festival Berlin, Radialsystem, ensemble mosaik Berlin und Ensemble Nikel Tel Aviv, musikal. Ltg. Titus Engel)
- 2008 MühsamsMusike für einen Sprecher und Instrumentalensemble
- 2009 How fragile we are für sechs Instrumentalisten/Vokalisten (UA Januar 2009 Ultraschall Festival Berlin mit Ensemble Nikel Tel Aviv und ensemble mosaik Berlin)
- 2011 IBSEN/Et vers (Tvertimod) für 15 sprechende InstrumentalisTinnen auf Texte von Henrik Ibsen und Helmut Oehring (UA 18. März 2012, Borealis FestivalBergen, BIT20 Ensemble)
- 2013/14 GOYA III. Veía la mano, pero como alelado für 18 Streichinstrumente auf Beethovens op. 131, Uraufführung im September 2014 beim Beethovenfest Bonn mit dem Ensemble Resonanz
- 2013 Vom Nachteil geboren zu sein für gemischten Chor auf Texte von Emil Cioran (6/6/6/6) (UA 2013 SWR Vokalensemble Stuttgart)
- 2013 Angelus novus. Studie auf ein Bild von Paul Klee für Sopran und Alt (6/6) und Streichquartett (UA August 2013 Pannonhalma Festival Ungarn mit Klangforum Wien)
- 2014 KALKwerk für Solo-Kontrabass+Stimme und Streichquintett auf Thomas Bernhards Roman „Das Kalkwerk“ (Auftragswerke des Festivals klangwerkstatt, UA 6. November 2014 Sophiensaele Berlin mit Matthias Bauer und dem ensemble mosaik)
- 2014 Angelus Novus I, Ensemble-Studie für elf Instrumentalsolisten (auch vokal) auf eine Bilder-Serie von Paul Klee mit Texten von Walter Benjamin (UA Januar 2014 Collegium Novum Zürich, Tonhalle Zürich)
- 2016 MARTEAU [buˈlɛz] Miniaturen für Altstimme und Instrumentalensemble auf 'Le marteau sains maitre' von Pierre Boulez (UA Juni 2017 Konzerthaus Wien, Ensemble PHACE)
- 2016 Angelus Novus III Fassung für Septett auf Bilder von Paul Klee und Texte Walter Benjamins (UA Juni 2016 mit Ensemble Aventure)
- 2017 KRUNK (KRIEG/innen) „Als wir ihn in den Sarg legten, war er leicht wie ein Vogel“ für einen Solo-Gitarristen/Sprecher, einen Vokalisten/Perkussionisten, Streichtrio (Violine, Viola, Violoncello – alle auch vokal und Gebärden), vorproduzierte Zuspiele und Live-Elektronik, Libretto: Stefanie Wördemann mit Gedichten von Helmut Oehring und Texten aus dem Buch des Flüsterns von Varujan Vosganian, Audiokonzeption und -produktion: Torsten Ottersberg / GOGH s.m.p. (UA Mai 2017, Radialsystem V Berlin, künstlerische Leitung: Helmut Oehring, Klangregie: Torsten Ottersberg, mit Marc Sinan, David Moss, Emily Yabe, Karen Lorenz, Iida Hirvola)
- 2018 MARTEAU [buˈlɛz] Miniaturen für Altstimme und Instrumentalensemble auf Le marteau sains maitre von Pierre Boulez (UA 2017 Konzerthaus Wien mit Isabel Pfefferkorn und Ensemble PHACE, musikalische Leitung: Simeon Pironkoff)

### Ensemble ohne Stimmen
- 1990 Nr. 1' (aus: Koma) für 15 Instrumente
- 1990 Nr. 3 (aus: Koma) für 15 Instrumente
- 1992 Nr. 2 (aus: Koma) – Rapid-Eye-Movement für 15 Instrumente
- 1992 Asche für Oktett
- 1995 Einfache Dinge/IRIS für 15 Instrumente, Zuspielband und CDs
- 2000 Ettius (Ensemble-Version Als ob: Suite) für Ensemble und Live-Elektronik
- 2011 The Lake für Septett auf ein Gedicht von Helmut Oehring (UA 14. Mai 2011 Music Gallery Toronto, Ensemble CONTACT)
- 2022 WALZER für Septett (UA 2020 Hof Quillo Nordwestuckermark, Ensemble Quillo)

### Kammermusik
- 1987 Streichquartett No. 1
- 1987 Trio I für Violine, Gitarre und Kontrabass
- 1987 Trio II  für Violine, Gitarre und Kontrabass
- 1988 Do you wanna blow job für Saxophon-Quartett
- 1989 wie immer …
- 1988 Nr. 1 (aus: Koma) für zwei Gitarren
- 1989 Nr. 3 (aus: Koma) für Septett
- 1990 Nr. 2 (aus: Koma) – Rapid eye movement" für Klarinette, Kontrabass und Schlagzeug
- 1991 gestauchte WINKEL für Bläserquintett
- 1992 LOSHEIT für Kontrabass-Duo
- 1992 Locked-In für Gitarre, Violine, Viola und Violoncello
- 1992 ASCHE
- 1993 (1994/1996/2001/2002/2003) CAYABYAB für div. Trio-Besetzungen
- 1993 STRYCHNIN für Trompete, Posaune, Klavier, Viola und Kontrabass
- 1994 LETHAL INJECTION für Englischhorn, Fagott, Viola und Zuspielband
- 1994 SUCK THE BRAIN OUT OF THE HEAD für sechs Schlagzeuger und Zuspielband
- 1994 LEUCHTER (aus: kurz im Müll gestochert) für Oboe, Violoncello und präpariertes Klavier (Zuspielband ad lib.)
- 1996 DIENEL (aus: kurz im Müll gestochert) für Fagott, Kontrabass und Cembalo (Zuspielband ad lib.)
- 1996 ZUENDEL (aus: kurz im Müll gestochert) für Flöte, Oboe, Horn, Violine, Violoncello und präpariertes Klavier (Zuspielband ad lib.)
- 1997 Silence Moves II für Stimme solo, Violine, Violoncello, E-Bass, präpariertes Keybporad/Sampler und Zuspielband (Gemeinschaftsarbeit mit Iris ter Schiphorst)
- 1997 PRAE-SENZ (Ballet blanc II)" für Violine, Violoncello und präpariertes Klavier/Sampler-Keyboard (Gemeinschaftsarbeit mit Iris ter Schiphorst)
- 1998 IM VORMONAT für Oktett (Gemeinschaftsarbeit mit Iris ter Schiphorst)
- 1998 Plath, S for Akkordeon und Kontrabass
- 1998/99 Marie B. (Seven Chambers) Streichquartett Nr. 2
- 1999 STILLE.MACHT. (aus: Cruisen) für Saxophon-Quartett und CD
- 2000 MICH.STILLE. (aus: Cruising/Opfer)" für vier Gitarren und CD
- 2002 ICH.STILLE. (aus: Rehnebel/Opfer/Puderfinger) für Bassflöte, Gitarre und Schlagzeug
- 2002 Sex/Looser (aus: GESCHENKE) für Schlagzeug Sextett und Zuspiel-CD
- 2003 Gottfried W. – dem größten Torhüter aller Zeiten für Tuba und Bassklarinette
- 2005 Bluemusic für Schlagzeugensemble und Zuspiel-CD
- 2006 LOVE IN (Doppelquartett mit Henry) für Streichquartett und Saxophonquartett
- 2007 SACKS music für Klaviertrio, Bassklarinette und Percussion ad lib. (sowie Zuspiel-CD und Live-Elektronik)
- 2007 Phoenix Musik für Bassflöte, Bassklarinette, Klavier, Violine, Viola und Violoncello
- 2007 WINDESSER (aus: Ornament & Vorhalt) für div. Trios
- 2009 FRAGILEWATER für E-Gitarre, Bassklarinette, Violoncello, Schlagzeug und Klavier
- 2009 El fauno 1944 für Akkordeon, Gitarre und Kontrabass
- 2010 Reflexe für Klaviertrio
- 2010 Melencolia I Sonate auf den gleichnamigen Stich Albrecht Dürers und Gedichte Heinrich Heines, div. Fassungen u. a. für Oboe und präpariertes Klavier, Bassflöte und präpariertes Klavier
- 2009 Papelera/Kolportage für vier Saxophone und vier Schlagzeuge
- 2010 Stille.Wind für drei Posaunen und Tuba
- 2010 Für Friedrich (In Erinnerung an) für E-Gitarre und Orgel
- 2011 FATIGUE für Bassklarinette (oder Bassflöte) und Schlagzeug
- 2013 Zwei Lieder für Flöte(n) und Trompete
- 2013 SUNRISE. Song for 4 für Bariton, Trompete, Bassklarinette und Posaune
- 2015 RAND/innen für Schlagzeug solo und Streichtrio
- 2015 EDGEmusic II für sechs Stimmen
- 2015 EDGEmusic I für Sopran, Tenor, Violone, Theorbe, Cembalo und Percussion
- 2015 There’s something wrong Duett für Sopran und Tenor
- 2015 Come not near für Klarinette/Stimme und Akkordeon/Stimme
- 2015/16 Songs of Comfort and Despair (‚I hate!’) für Sopran, Altsaxophon, Klavier und Schlagzeug
- 2020 masḫara für einen Gitarristen/voc und Streichtrio/voc (UA September 2020 Potsdam, mit Andreas Willers, Biliana Voutchkova, Nikolaus Schlierf, Cosima Gerhardt)
- 2020 glitch / AMOK für zwei Akkordeonisten (UA November 2020 Klangwerkstatt Berlin / Festival für Neue Musik, mit: Susanne Stock und Felix Kroll)
- 2020 AURORA (aus: Nachtschatten) für Saxophonquartett + Theremin (UA Dezember 2020 Akademie der Künste zu Berlin, mit Adumá Quartett und Susanne Kohnen)
- 2022 House Burning Down I (August 11th 1965) Streichquartett Nr. 3 (UA Juni 2022 Morgner Stiftung Chemnitz, ensemble01)
- 2022 House Burning Down II (April 29th 1992) Streichquartett Nr. 4 (UA März 2022 Wigmore Hall London, Ensemble Apartment House)
- 2022 Für F (in memoriam) für Gitarre und Orgel (UA September 2022 Marienkirche Kassel mit Francesco Palmieri u. a.)
- 2022 [iɱˈfɛrno] (aus: MAPPA) I Contrapasso I – V (an: Wladimir Putin / Sergej Lawrow) auf Dante Alighieri / Sandro Botticelli für Bassflöte, Bassklarinette, Violoncello, E-Gitarre, Audiozuspiel und SignMimoChoreografie (UA November 2022 Klangwerkstatt – Festival für neue Musik Berlin / Arsenal de Metz / Huddersfield Festival, collective lovemusic Strasbourg)
- [iɱˈfɛrno] (aus: MAPPA) II Contrapasso VI – VIII (an: Patriarch Kyrill I / Wladimir Michailowitsch Gunjajew + Erzpriester Andrej Jurjewitsch Tkachev)auf Dante Alighieri / Sandro Botticelli für 3 Bassklarinetten, SignMimoChoreografie und Audiozuspiel (UA Mai 2024 Weimarer Frühlingstage für Neue Musik mit Sabina Matthus-Bébié, Horia Dumitrache, Ingólfur Vilhjálmsson und Helmut Oehring)
- 2023 CHOROS II für vier Gitarrist*innen und SignMimoChoreografie (UA Oktober 2023 ZeitGenuss Festival Karlsruhe, Aleph Gitarrenquartett)
- 2023 nicht ERSTARREN (fāld) für E-Gitarre, Keyboard und Drumset (UA Oktober 2023 ZeitGenuss Festival Karlsruhe, Pony Says)

### Werke für Soloinstrument oder Solostimme (und Elektronik)
- 1986 Visionen
- 1991 gestopfte LEERE
- 1993 FOXFIRE EINS
- 1993 FOXFIRE ZWEI
- 1993 FOXFIRE DREI
- 1996 4REAL
- 1996 SEXTON A.
- 1997 PHILIPP
- 2000 2WEI (aus: SCHANDE/Das Opfer)
- 2011 Melencolia II Sonate auf den gleichnamigen Stich Albrecht Dürers und Gedichte Heinrich Heines für präpariertes Klavier/Stimme
- 2016 Solo aus MEERE  für Bassklarinette (UA 2016 St. Matthäuskirche / Kulturforum Berlin, Matthias Badczong)
- 2017 K.A.L.T. für Solo-Gitarre/Stimme auf Gedichte Helmut Oehrings
- 2020 AUGE / ZUNGE für Kontrabassklarinette oder Bassflöte, Elektronik und SignMimoChoreografie (UA 2020 Staatsoper Stuttgart mit Paul Kreitz und Helmut Oehring)
- 2021 ... gestern ... für Violine (UA 2021 Morgner Archiv Chemnitz, Andreas Winkler)
- 2024 [iɱˈfɛrno] (aus: MAPPA) III Contrapasso IX – XIII (an: Sergej Kuschugetowitsch Schoigu + Andrej Remowitsch Beloussow) auf Dante Alighieri / Sandro Botticelli für Oboe / Bassoboe, SignMimoChoreografie und obligatorisches Audiozuspiel (UA Januar 2025 Hochschule für Musik und Theater Rostock, Antje Thierbach)
- UmBruch IV für Kontrabass und Elektronisches Zuspiel (UA Juni 2024 Basel, Alexander Gabrys)

### Elektronische Musik
- 2003 All hearing must die
- 2003 Meineid

## Publikationen über Helmut Oehring (Auswahl)

### Filme
- Wiegenlieder, Dokumentarfilm, Regie und Drehbuch: Tamara Trampe + Johann Feindt, Kamera: Johann Feindt und Kule Cramer, Schnitt: Stephan Krumbiegel, Musik: Helmut Oehring; mit Helmut Oehring u. a., Deutschland/Russland 2009
- Musik, mon amour, Dokumentarfilm, Regie und Drehbuch: Daniela Schmidt-Langels und Günther Huesmann, Kamera: Isabelle Casez, Musik: Helmut Oehring u. a.; mit: Midori, Yasmin Levy und Helmut Oehring; Deutschland 2009/10
- Helmut Oehring – Weit auseinander liegende Tage, Regie: Peider A. Defilla, musica viva – forum der gegenwartsmusik, München 2014

### Rundfunksendungen / Porträts
- Margarete Zander: Helmut Oehrings aktuelles Musiktheaterschaffen. In: Musik der Gegenwart, 8. Mai 2017.
- Stefan Amzoll: Ich mische mich ein! Helmut Oehrings Arbeiten für und mit Medien. Deutschlandfunk, 13. Juli 2019.
- Gisela Nauck: Scharf von Erkenntnis und bitter vor Sehnsucht. Deutschlandfunk Kultur, 12. Juni 2018, wiederholt am 22. August 2023.

### Artikel / Porträts
- Anmerkungen zur Musik von Helmut Oehring. In: Corinna Dahlgrün (Hrsg.): Neue Musik in der Kirche III. Ein Gott, der tötet? Dokumentation und Auswertung. Interdisziplinäre Tage für Neue Musik und Theologie, 20.–23. Juni 2002. Lang, Frankfurt am Main [u. a.] 2003, ISBN 3-631-51128-0, S. 194–197.
- Christine Lemke-Matwey: Helmut Oehring: Diese irre Sehnsucht. In: Die Zeit, Nr. 53/2017.

### Sammelbände
- Oehring, Helmut. In: Brockhaus-Riemann Musiklexikon. CD-Rom. Directmedia Publishing, Berlin 2004, ISBN 3-89853-438-3, S. 13791.
- Oehring, Helmut. In: Wilfried W. Bruchhäuser: Komponisten der Gegenwart im Deutschen Komponisten-Interessenverband. Ein Handbuch. 4. Auflage. Deutscher Komponisten-Interessenverband, Berlin 1995, ISBN 3-555-61410-X, S. 944.
- Anthony Burton, Alison Latham: Oehring, Helmut. In: Alison Latham (Hrsg.): The Oxford Companion to Music. Oxford University Press, Oxford 2002, ISBN 0-19-866212-2.
- Oehring, Helmut. In: Europa Publications (Hrsg.): International Who’s Who in Classical Music 2012. 28. Auflage. Routledge, London 2012, ISBN 978-1-85743-644-0, S. 638.
- Gisela Nauck: Oehring, Helmut. In: Stanley Sadie (Hrsg.): The New Grove Dictionary of Music and Musicians. Band 18. Macmillan, London [u. a.] 2001, ISBN 0-333-60800-3, S. 343.
- Gisela Nauck: Helmut Oehring. In: Komponisten der Gegenwart (KDG). Edition Text & Kritik, München 1996, Loseblattsammlung.
- Oehring, Helmut. In: Axel Schniederjürgen (Hrsg.): Kürschners Musiker-Handbuch. 5. Auflage. Saur Verlag, München 2006, ISBN 3-598-24212-3, S. 337.
- Annette Thein: Oehring, Helmut. In: Ludwig Finscher (Hrsg.): Musik in Geschichte und Gegenwart (MGG). Band 12. Bärenreiter, Kassel [u. a.] 2004, S. 1309–1310.

### Aufsätze
- Stefan Amzoll: Doku-Drama versus Kunst. Helmut Oehrings Kompositionswelt. In: MusikTexte, 2001, 89, S. 5–11.
- Herbert Glossner: Das Porträt. Musik drängt zum Herzen. Der Komponist Helmut Oehring. In: Musik & Kirche, 2003, 73, 3, S. 186–187.
- Daniel Kötter: Das Singen im Dunkeln. Einige Bemerkungen zur Audiovisualität in den Werken Helmut Oehrings. In: Dissonanz, 2002, 74, S. 14–21.
- Ulrich Mosch: Stadtmusik aus Bild und Ton. (K)ein Remake. Thomas Schadts Film „Berlin. Sinfonie einer Großstadt“ (2001/02) mit Musik von Helmut Oehring und Iris ter Schiphorst. In: Dissonanz, 2006, 94, S. 4–9.
- Gisela Nauck: „Komponieren interessiert mich nicht so sehr…“ Zur Musik von Helmut Oehring. In: Neue Zeitschrift für Musik, 1998, 159, 1, S. 38–41.
- Gisela Nauck: Verborgene Geschichten. Zu den Grundlagen der Musik von Helmut Oehring. In: Positionen, 1998, 32, S. 12–15.
- Gisela Nauck: Gebärden und Bewegung als Sprache im Raum. Zum Musiktheater von Helmut Oehring. In: Positionen, 2007, 72, S. 40–44.
- Gisela Nauck: Fremdsein Liebe Scheitern Utopie. Menschenbilder in der Musik von Dieter Schnebel und Helmut Oehring. In: Positionen, 2009, 80, 8, S. 15–17.
- Carlos Maria Solare: Helmut Oehring in profile. In: Tempo, 2000, 213, S. 2–4.
- Gisela Nauck: Beobachten, Bezeugen, Regieren – Transformationen des Politischen: Isabel Mundry, Helmut Oehring, Christoph Ogiermann. In: Positionen, 2019.
- Stefan Amzoll: Musik aus den Fugen. Helmut Oehrings Arbeiten für und mit Medien. In: MusikTexte, 2020, 164, S. 39–46

### Gespräche
- Gespräch mit Helmut Oehring. In: Karl-Heinz Blomann (Hrsg.): Hören – eine vernachlässigte Kunst? Wolke, Hofheim 1997, ISBN 3-923997-73-6, S. 145–157.
- Christoph Metzger: Melodie in der Neuen Musik. Christoph Metzger und Ralf Hoyer im Gespräch mit Peter Ablinger, Erhard Grosskopf und Helmut Oehring. In: Musik im Dialog. Jahrbuch der Berliner Gesellschaft für Neue Musik. Pfau, Saarbrücken 1999, S. 42–48.
- Jürgen Otten: Ich habe beim Komponieren immer ein schlechtes Gewissen. Vinko Globokar und Helmut Oehring im Gespräch. In: Neue Zeitschrift für Musik, 2008, 169, 4, S. 38–41.
- Christian Pauli: „Musik ist Treibstoff“ – Helmut Oehring und Lennart Dohms im Gespräch zur Uraufführung von Angelus Novus II und das Komponieren der Gegenwart. In: HKB-Zeitung, Februar 2015, Bern.
- Christine Lemke-Matwey: „Es wird auf uns alle geschossen!“ Die Türkei interveniert bei der EU gegen das Dresdener Konzertprojekt Aghet. In: Die Zeit, Nr. 19/2016; Interview mit Helmut Oehring.